# Frontière(s)
Frontière(s) és una pel·lícula francesa de terror i gore amb un lleuger rerefons polític, escrita i dirigida per Xavier Gens. Després de la seva estrena al Festival de Cinema d'Agde de 2007, la pel·lícula va tenir una estrena limitada amb una classificació NC-17 als Estats Units el 9 de maig de 2008, com a part de l'After Dark Horrorfest.

## Sinopsi
Any 2007. Les eleccions franceses es resolen entre un partit conservador i un altre d'extrema dreta. La banlieue ha esclatat en protestes, i un grup de joves han decidit aprofitar el tumult per a perpetrar un robatori. Un hostal aïllat sembla el refugi perfecte, però els seus problemes no han fet més que començar quan descobreixin que els seus propietaris són un grup de degenerats neonazis.

## Repartiment
- Karina Testa... Yasmine
- Samuel Le Bihan... Goetz
- Estelle Lefébure... Gilberte
- Aurélien Wiik... Alex
- David Saracino... Tom
- Chems Dahmani... Farid
- Maud Forget... Eva
- Amélie Daure... Klaudia
- Rosine Favey... La vieille trachéo
- Adel Bencherif... Sami
- Joël Lefrançois... Hans
- Patrick Ligardes... Karl
- Jean-Pierre Jorris... Le Von Geisler
- Stéphane Jacquot... Policia
- Christine Culerier... Infermer d'urgències
- Hervé Berty... Agent de seguretat de l'hospital
- Jean-Jérôme Bertolus... Periodista de TV
- Antoine Coesens
- Sandra Dorset
- Henri-Pierre Plais
- Maiko Vuillod
- Patrick Vigne
- Yannick Dahan

## Llançament
Frontière(s) estava destinada a ser un dels 8 Films to Die a l'Horrorfest 2007, però quan la MPAA va donar a la pel·lícula una qualificació NC-17, va ser llançada sense classificació a deu cinemes dels EUA per un cap de setmana, recaptant $ 9,913. Va ser llançat en DVD la setmana següent. Frontière(s) La pel·lícula va ser estrenada a França el 23 de gener de 2008. També fou nominada a millor pel·lícula al Festival de Cinema de Sitges.

## Recepció

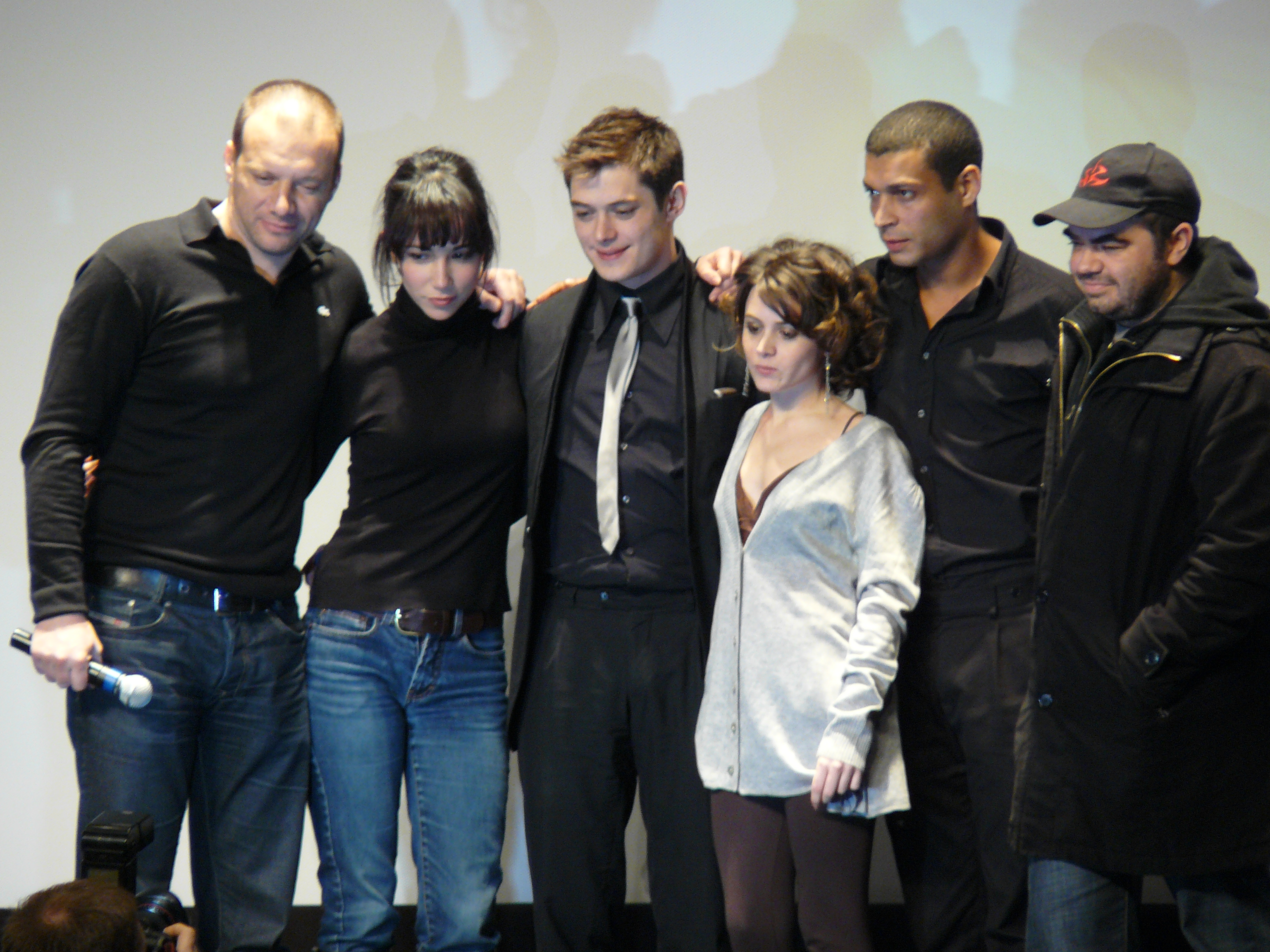
Equip de Frontière(s)al festival Fantastic'Arts de 2008

Manohla Dargis de The New York Times va lloar la pel·lícula: "Hi ha prou sang a la pel·lícula de terror francesa sense classificar Frontier(s) per satisfer fins i tot els més fanàtics de gore. La veritable sorpresa és que aquest producte esgarrifós i contemporani té algunes idees, visuals i d'altres, entre els seus degoteigs sanguinis, ganxos de carn i les serres de taula." Peter Bradshaw de The Guardian va concedir a la pel·lícula dues de cinc estrelles, anomenant-la Una només per a afeccionats del hardcore." Escrivint per a The Village Voice, Jim Ridley va assenyalar: "Ah, el triomf de la globalització: doneu als francesos un xic de neo-feixisme, disturbis racials i repressions paramilitares, i busquen consol en el passatemps preferit actual del cinema estatunidenc, vigorosament art, la tortura esdevinguda pornografia."
John Anderson de Variety compara la pel·lícula amb Hostel (2005) i Saw (2004), afegint: "Frontier(s) és una hemorràgia de 100 minuts que no aporta res a la taula d'operacions de la tortura-porno, sinó més gore, crueltat i misèria. Que per a alguns, per descomptat, pot ser suficient."
L'agregador de revisions cinematogràfiques per internet Rotten Tomatoes l'aprova amb una valoració de 55%, basat en 22 revisions amb una mitjana ponderada de 5.48/10. El consens crític del lloc diu: Potser amb les seves aspiracions cap a la creació de missatges, potser aquesta pel·lícula de terror ultra-gore ofereix els béns sagnants". Metacritic va informar que la pel·lícula tenia una puntuació mitjana de 44 sobre 100, basada en 5 comentaris.

## Anàlisi crítica
Frontier(s) ha estat citada per alguns estudiosos del cinema com a exemple del nou extremisme francès, pel·lícules de terror produïdes a França que representen terror visceral i violència extrema. Alexandra West assenyala que Frontier(s) és "sobre l'evolució de l'extrema dreta a França" i que explora els "elements de la societat sense incloure, les seccions que es poden mantenir en realitats que ja no existeixen en entorns urbans".